# Jardin de l'Hôtel-Salé – Léonor-Fini
Jardin de l'Hôtel-Salé – Léonor-Fini är en park i Quartier du Marais i Paris 3:e arrondissement. Parken är uppkallad efter Hôtel Salé, vilket sedan 1985 hyser Musée Picasso, och den surrealistiska konstnärinnan Leonor Fini (1908–1996).
Parkens ingång är belägen vid Rue des Coutures-Saint-Gervais 101 ter. I Jardin de l'Hôtel-Salé – Léonor-Fini växer bland annat klätterväxter.

## Omgivningar
- Saint-Denys-du-Saint-Sacrement
- Jardin Arnaud Beltrame
- Allée Arnaud Beltrame
- Jardins des Archives Nationales

## Bilder
| - Jardin de l'Hôtel-Salé – Léonor-Fini. - Saint-Denys-du-Saint-Sacrement. |

## Kommunikationer
- Tunnelbana – linje  – Saint-Sébastien – Froissart
- Tunnelbana – linje  – Rambuteau
- Busshållplats Rue Vieille-du-Temple – Paris bussnät, linje 29